# Tablice rejestracyjne w Belgii

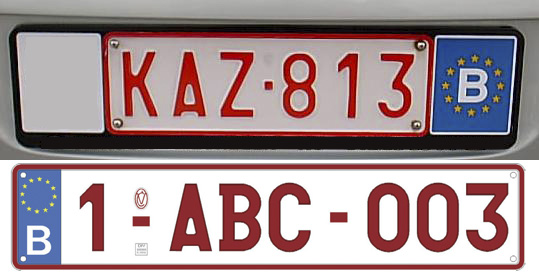
W górnej części zdjęcia belgijskie tablice rejestracyjne wydawane od 1973 do 2010, a w dolnej od 2010

Belgijskie tablice rejestracyjne – oznaczenia na belgijskich tablicach rejestracyjnych od 2010 roku składają się z cyfry, trzech liter i trzech cyfr koloru rubinowego, gdzie pierwsze są litery. Litery nie są na nich wyróżnikami, dlatego na podstawie rejestracji nie można określić miejsca skąd pochodzi pojazd, bez dostępu do szczegółowych danych. Niekiedy jednak pierwsza litera ma swoje znaczenie, np:
- CD – pojazd dyplomatyczny
- M lub W – motocykle
- O – pojazdy zabytkowe
- TX – taksówki
- U lub Q – przyczepy
- Z – tablice dealerskie

Tablice rejestracyjne w tym kraju przypisuje się właścicielowi, dzięki czemu nie ma konieczności ich zmiany przy nabyciu innego pojazdu.
Przed 2010 rokiem, w chwili rejestracji pojazdu otrzymywało się urzędowo jedną tablicę, którą należało umieścić z tyłu pojazdu. Tablicę przednią należało zamówić na własny koszt w punkcie usługowym (najczęściej w supermarkecie, w punkcie, w którym dorabia się klucze lub wymienia baterie). Z tego powodu przednie tablice miały często odmienny krój pisma oraz większy rozmiar, zawierając już literę B oznaczenia kraju.

## Tablice wydawane w latach 1973–2010

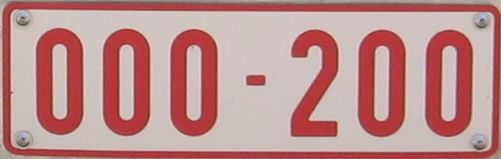
Pojazd zabytkowy
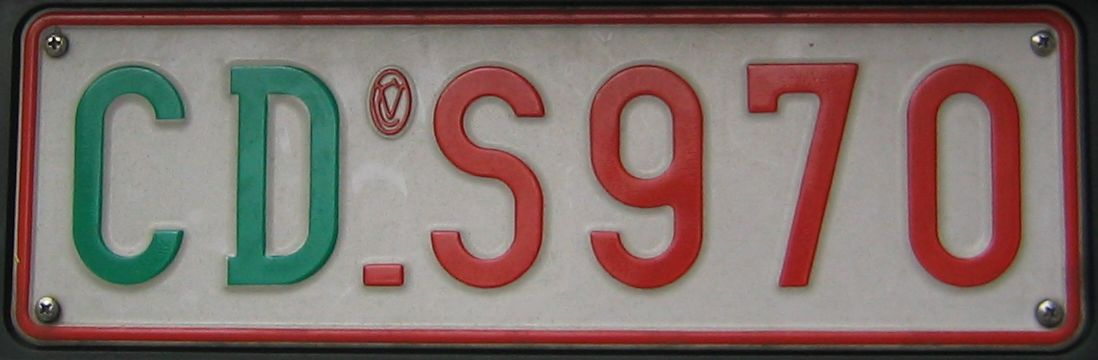
Tablica pojazdu korpusu dyplomatycznego
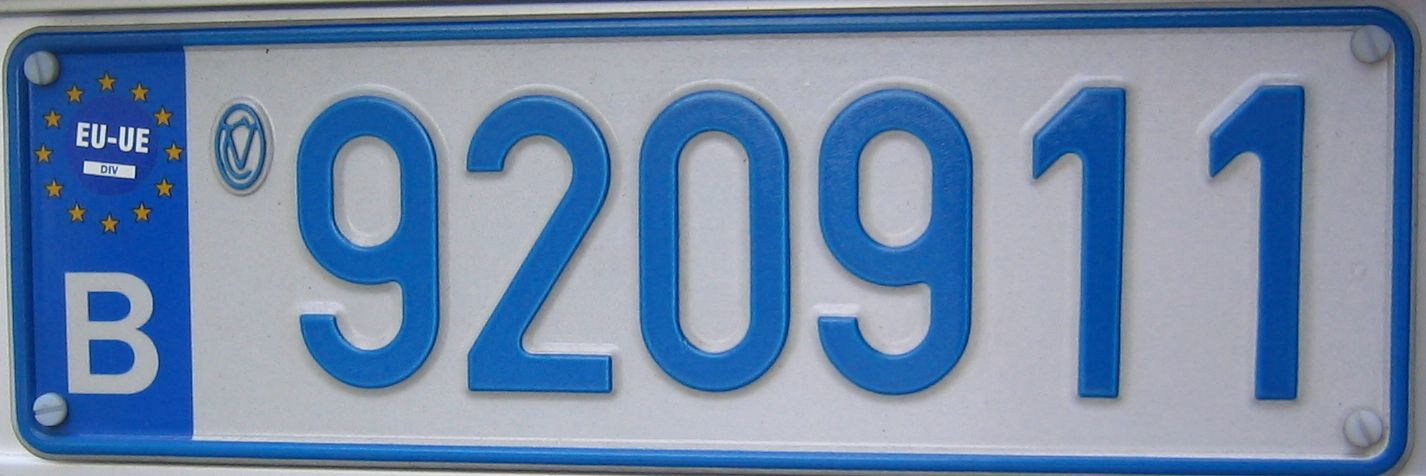
Tablica przyznawana pracownikom międzynarodowych instytucji
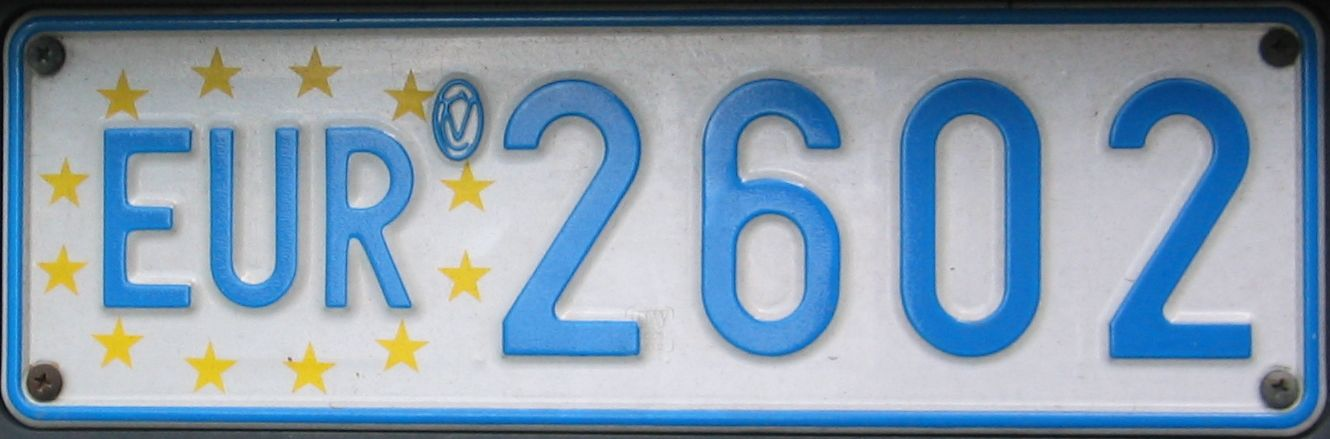
Belgijska tablica dla pracowników UE
Tablica przednia

## Tablice wydawane od 2010 roku

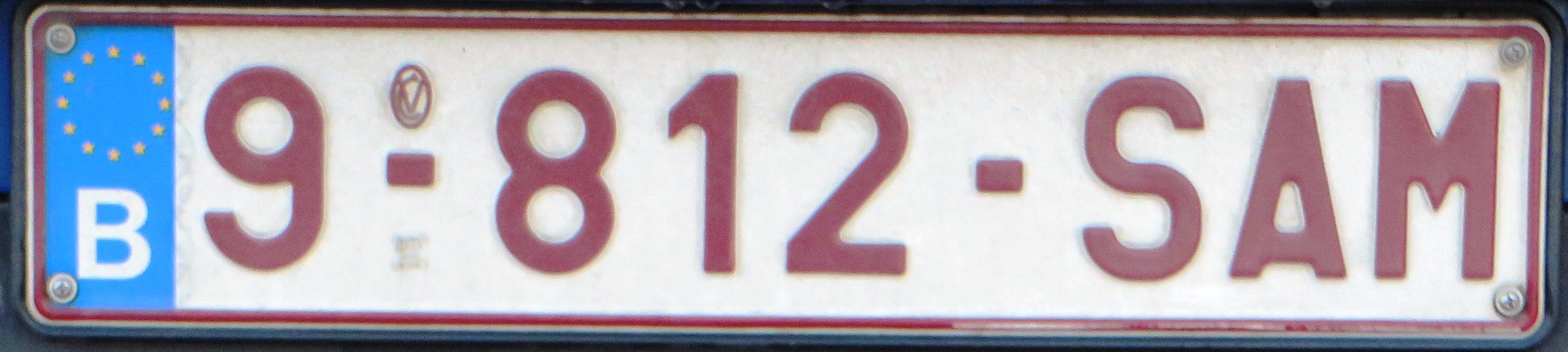
Zwykła
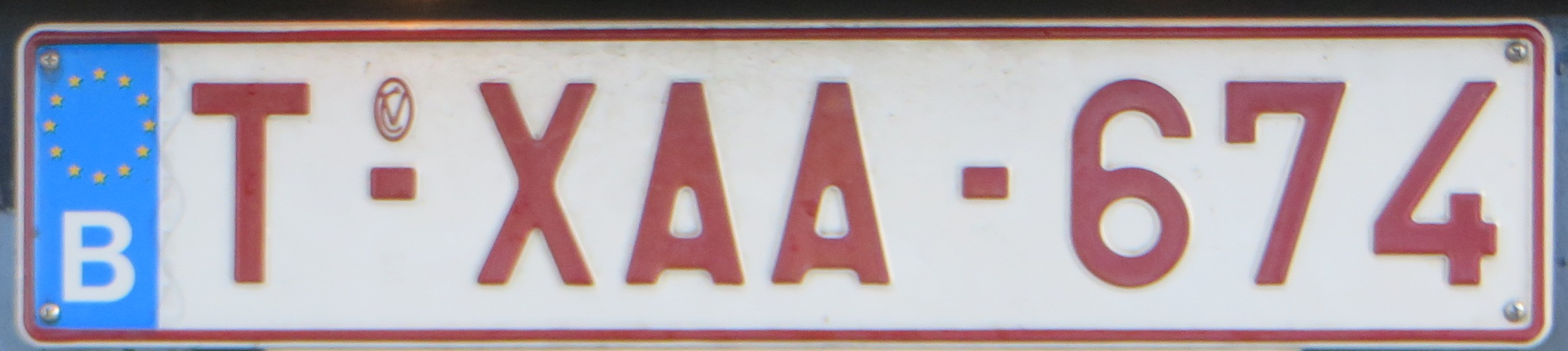
Tablica taksówkarska
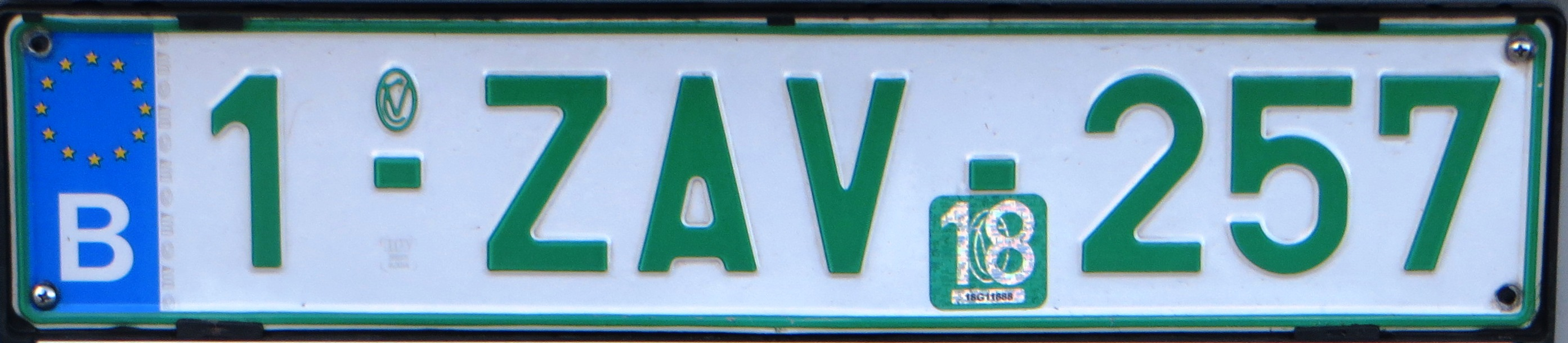
Tablica dealerska
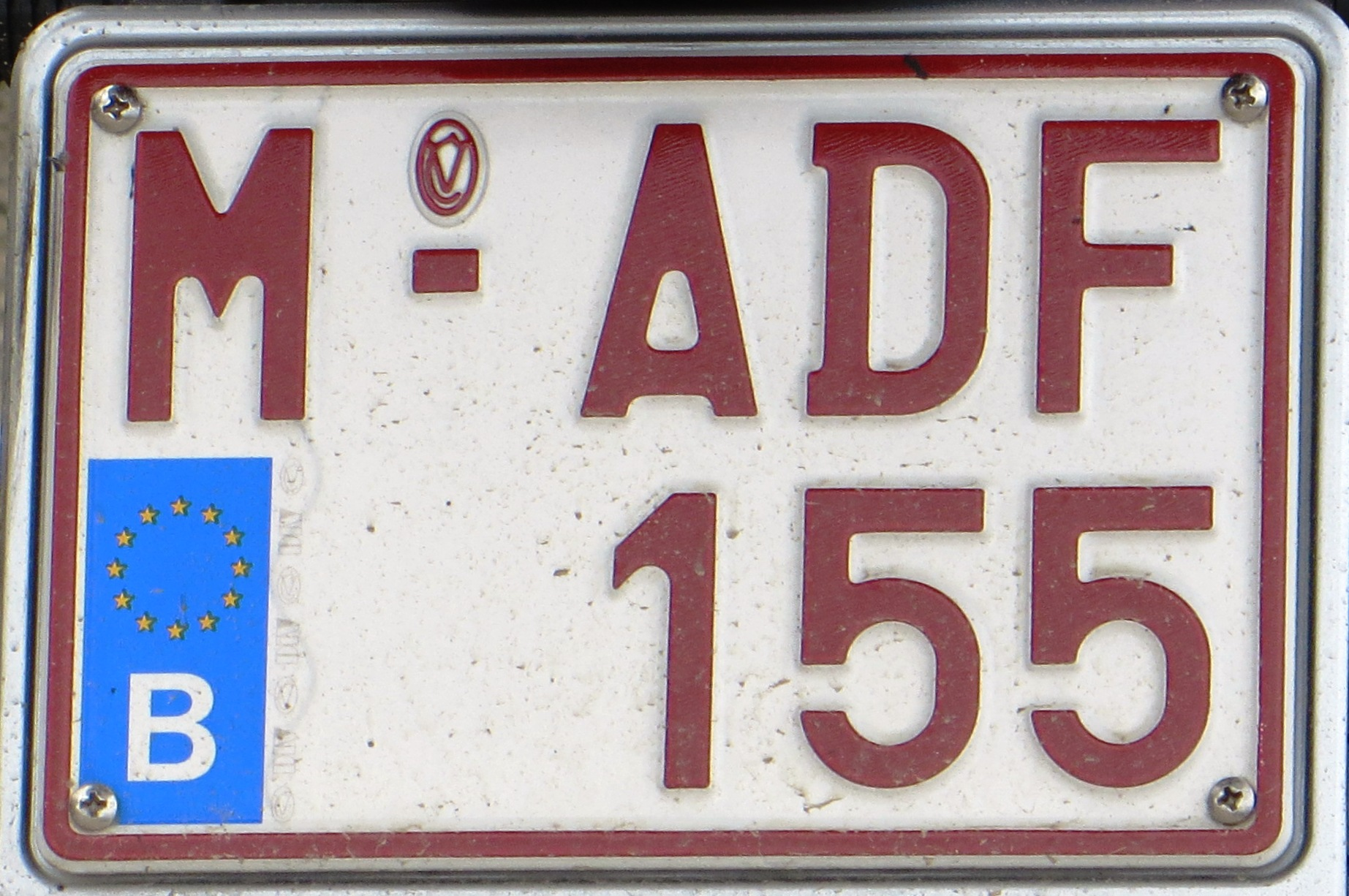
Tablica motocyklowa
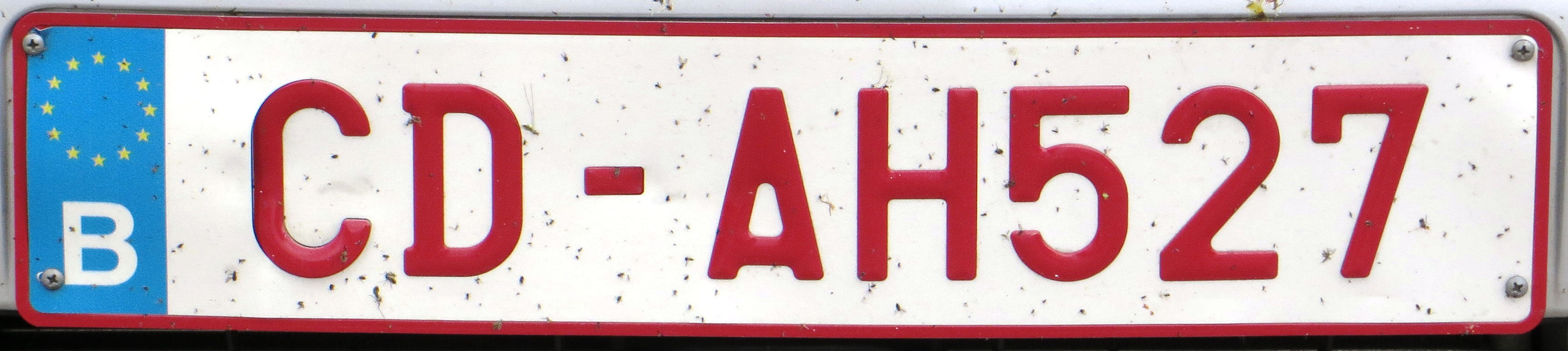
Tablica pojazdu korpusu dyplomatycznego
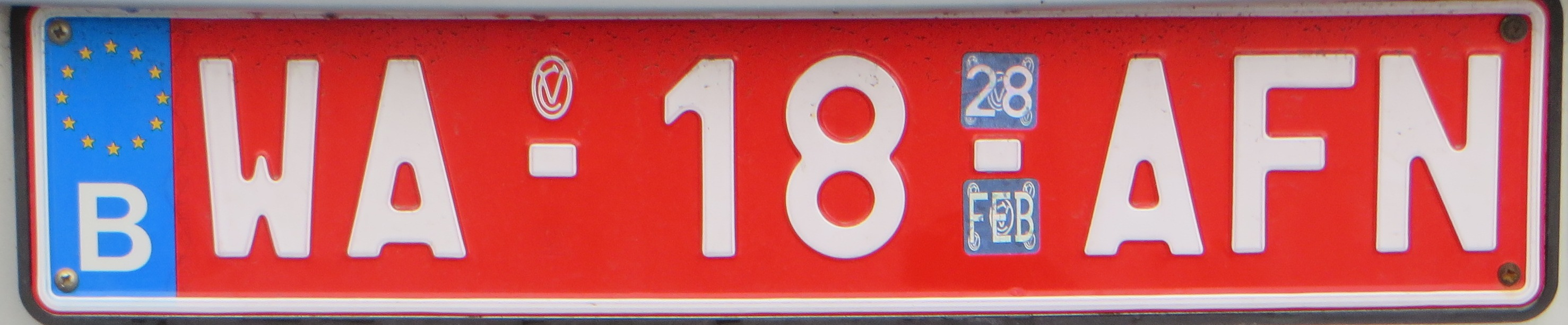
Tablica tymczasowa

W międzynarodowym kodzie samochodowym Belgia ma symbol – B.